# آن كي
آن كي (بالصينية: 安琦) (مواليد 21 يونيو 1981) هو لاعب كرة قدم. يلعب مع منتخب الصين لكرة القدم. سبق له أن لعب في كأس العالم لكرة القدم مع منتخب بلاده.

## الروابط الخارجية
- آن كي على موقع الاتحاد الدولي (مؤرشف)  (الإنجليزية)
- آن كي على موقع قاعدة بيانات كرة القدم.إي يو (الإنجليزية)
- آن كي على موقع ناشيونال فوتبول تيمز (الإنجليزية)